# 张俊英案
张俊英案是20世纪80年代发生于山西太原的一起争议性案件。

## 案情起因
1985年5月19日凌晨，山西大学一所女生宿舍发生盗窃案。警方随后便将案犯抓获。在审讯中案犯除了交代作案情形之外，还提及自己与该校艺术系女生张俊英的关系，以及张俊英平日种种违背校规乃至法律的行为。山西大学校方经过调查，认为张俊英确实存在违法违规行为。山西大学校长程人乾于1985年9月19日在校长办公会议上作出开除张俊英学籍的决定。
张俊英对此决定不服，不断地向山西大学及山西省各政府机构提出上告。但是该校在经过复议后，维持开除学籍的决定。

## 影响扩大
1987年12月，湖南的《文艺窗》杂志刊登了描述该事件的报告文学《美之罪》，作者为王颖。该作品将张俊英描述为一个美女，在进入大学后屡次遭受异性骚扰。其中一个异性追求不成而因爱生恨，潜入张俊英的寝室盗走其财物。而负责调查该案的山西大学派出所所长与山西大学艺术系党总支副书记在受到犯案者的请托后，在调查过程中利用职权便利对张俊英进行性骚扰。由于张俊英对性骚扰进行了反抗，系总支副书记便作出开除学籍的决定。张俊英维权不成，试图自杀。被他人救起后，前往代县天台寺，出家为尼。
1988年3月，《人民日报》刊登了《我不想当一个屈死鬼》一文，以张俊英与中央信访部门的对话的形式报导此事。
1988年4月，《文艺窗》刊登了《削发为尼美何罪》一文，作者仍为王颖，内容与《美之罪》基本相同。同月，《中国妇女》第4期刊登了报告文学《谁之罪》，作者仍为王颖，内容与《美之罪》基本相同。
以上文学作品在全国范围内引起舆论的热议，许多人写信斥责山西大学，要求该校将涉事人员法办。
该报道也引起了中共中央和国务院的注意，国务院对此案作出批示，认定张俊英案是错案，要求相应部门更正。
1988年4月26日，山西省教育委员会向山西大学发出公函，要求山西大学同意张俊英复学。
1988年5月11日，山西大学作出允许张俊英复学的决定。张俊英于当年毕业，并分配到北京工作。

## 事件结局
1988年，认为自身名誉受到损害的山西大学派出所所长与山西大学艺术系党总支副书记两人委托律师起诉《文艺窗》杂志与《美之罪》的作者王颖。
1989年7月，张俊英因伙同他人诈骗被北京警方逮捕。
1992年，北京中级人民法院对于山西大学派出所所长与山西大学艺术系党总支副书记诉《文艺窗》杂志与王颖侵权案作出一审判决，原告胜诉。